# Arrondissement di Sarcelles
L'arrondissement di Sarcelles /saʀˈsɛl/ è una suddivisione amministrativa francese, situata nel dipartimento della Val-d'Oise e nella regione dell'Île-de-France.

## Composizione
L'arrondissement di Sarcelles raggruppa 61 comuni in 15 cantoni:
- cantone di Domont
- cantone di Écouen
- cantone di Enghien-les-Bains
- cantone di Garges-lès-Gonesse-Est
- cantone di Garges-lès-Gonesse-Ovest
- cantone di Gonesse
- cantone di Goussainville
- cantone di Luzarches
- cantone di Montmorency
- cantone di Saint-Gratien
- cantone di Sarcelles-Nord-Est
- cantone di Sarcelles-Sud-Ovest
- cantone di Soisy-sous-Montmorency
- cantone di Viarmes
- cantone di Villiers-le-Bel